# Floridski preliv
Floridski preliv (angleško Straits of Florida oz. Florida Straits, špansko Estrechos de Florida) je najsevernejši morski preliv, ki povezuje Mehiški zaliv z Atlantskim oceanom. Poteka v obliki črke J okrog južne konice polotoka Florida na jugovzhodu Združenih držav Amerike in ločuje Florido oz. otočje Florida Keys ter otok Kubo južno od njega, nato pa obrne proti severu med Florido in Bahami na vzhodu. Na najožjem delu med Florida Keys in Kubo je širok 150 km.
Skozi preliv v smeri od zahoda proti vzhodu in nato severu teče močan Zalivski tok, ki mu v tem začetnem delu pravijo tudi Floridski tok. Pri Bahamih zavije proti severu. Hitrost toka na površju znaša 6,5–9,5 km/h. Pretok vode znaša približno milijon kubičnih metrov na sekundo, kar je ogromna količina za tako ozek preliv. V preteklosti so ga pomorščaki s pridom uporabljali za prehod proti severu, kjer so nato izkoristili zahodne pasate za čezoceansko pot nazaj v Evropo.
Po sredini preliva poteka meja med izključnima gospodarskima conama ZDA in Kube, ki je bila dogovorjena leta 1977.